# メイソン・クック
メイソン・クック（Mason Cook、2000年7月25日 - ）は、アメリカ合衆国の俳優。

## 出演作品
- 俺たちスーパーマジシャン
- ローン・レンジャー
- トレジャー・バディーズ／小さな５匹の大冒険（ピート）
- ザ・ミドル　～中流家族のフツーの幸せ　（シーズン3
- デスパレートな妻たち8
- スパイキッズ4D:ワールドタイム・ミッション（セシル・ウィルソン）
- ザ・ミドル　～中流家族のフツーの幸せ シーズン1